# Paul Barret
Pour les articles homonymes, voir Barret (homonymie).
Paul Barret est un footballeur et entraîneur français né le 1er août 1930 à Chassignelles dans l'Yonne et mort le 31 juillet 1993 à Montbéliard.

## Biographie
Il est défenseur de 1952 à 1957 au FC Sochaux et il entraîne l'équipe franc-comtoise de 1969 à 1977. 
Cette dernière, sous sa direction, termine troisième du Championnat de France en 1972 et participe pour la première fois à la Coupe UEFA la même année. Après avoir été une nouvelle fois troisième en 1976, la deuxième participation européenne de Sochaux est fatale à Paul Barret. L'élimination en trente-deuxième de finale lui coûte son poste d'entraîneur et il est remplacé en février 1977 par Jean Fauvergue.

## Palmarès
- Vainqueur de la Coupe Charles Drago en 1953

## Source
- Collectif, Football 77, Les Cahiers de l'Équipe, 1976, cf. page 68, la notice de l'entraîneur.